# Rudy Kousbroek
Rudy Kousbroek, né le 1er novembre 1929 à Pematang Siantar, sur l'île indonésienne de Sumatra, et mort à Leyde, aux Pays-Bas, le 4 avril 2010 , est un écrivain néerlandais.

## Biographie
Rudy Kousbroek s'est marié avec l'écrivaine Ethel Portnoy.